# Алекс Дяченко
Александер Максвелл «Алекс» Дяченко (англ. Alexander Maxwell "Alex" Diachenko; 21 березня 1919 — 10 березня 1943) — моряк ВМС США, що загинув у бою під час Другої світової війни. Нагороджений посмертно Срібною Зіркою за свої дії.

## Біографія
Алекс Максвел Дяченко народився в Гартфорді, Коннектикут, 21 березня 1919 року. Завербувався в ВМС США 24 вересня 1940-го.
Дяченко служив на есмінці USS Еберле (DD-430) пожежником другого класу в південній частині Атлантичного океану, коли 10 березня 1943 Еберле під час блокади перехопив німецький теплохід Карін. Дяченко був членом абордажного загону, який героїчно намагався врятувати Карін від вибухівки, встановленої його екіпажем. Усі спроби врятувати Карін ні до чого не привели, і Дяченко та ще 7 моряків загинули від вибуху.

## Нагороди
За доблесний подвиг в абордажі Карін, Дяченко посмертно нагороджений срібною зіркою.

## Вшанування пам'яті
Есмінець ескорту ВМС США Alex Diachenko (DE-690) був названий на честь Алекса Дяченка. Під час побудови корабель був трансформований у швидкісний транспорт USS Diachenko (APD-123). Корабель був на службі з 1944 по 1959, з 1961 по 1969 р., і з 1971 року, і був знятий з експлуатації в 1974 році.